# Ministerstwo Bezpieczeństwa Publicznego Chińskiej Republiki Ludowej

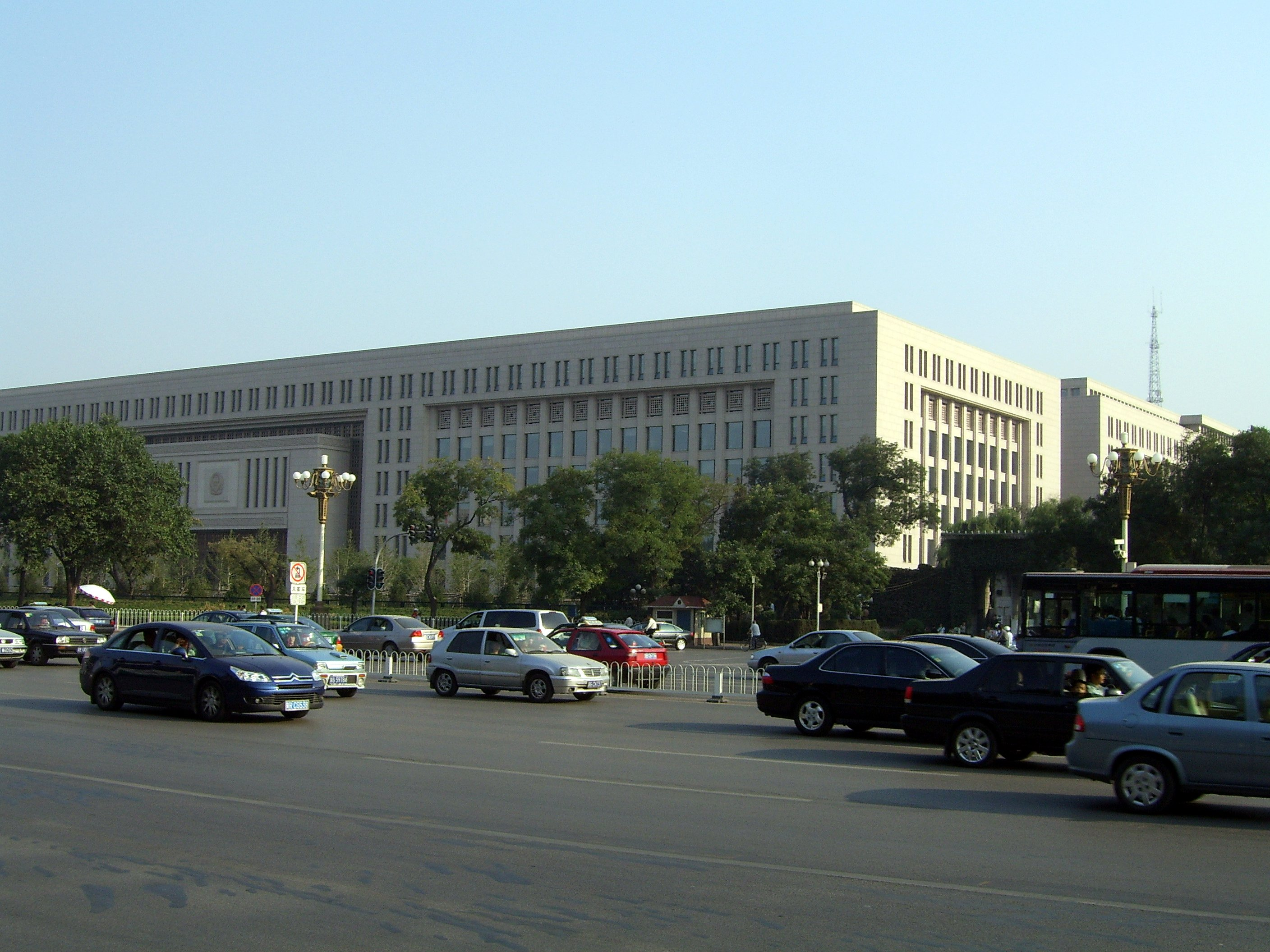
Siedziba Ministerstwa Bezpieczeństwa Publicznego w Pekinie

Ministerstwo Bezpieczeństwa Publicznego w Chińskiej Republice Ludowej (chiń. 公安部; pinyin Gōng’ān Bù), na czele z Ministrem Bezpieczeństwa Publicznego, jest głównym zwierzchnikiem policji w ChRL i agencją odpowiedzialną za większość codziennej pracy policji w Chinach kontynentalnych. 
Ministerstwo Bezpieczeństwa Publicznego jest główną krajową agencją bezpieczeństwa w ChRL, i odpowiada Narodowej Agencji Policyjnej w Japonii oraz krajowym policjom w innych państwach. Kontroluje i zarządza Ludową Policją Zbrojną (chiń. 人民武装警察部队, Renmin wuzhuang jingcha budui). Na ogół Ministerstwo Bezpieczeństwa Publicznego nie wykonuje funkcji paramilitarnych, które należą do kompetencji Ludowej Policji Zbrojnej, ani też nie jest odpowiedzialna za wywiad wewnętrzny, który z kolei leży w gestii Ministerstwa Bezpieczeństwa Państwa. Hongkong i Makau posiadają odrębne biura/agencje bezpieczeństwa i siły policyjne. Od 2012 Ministrem Bezpieczeństwa Publicznego jest Guo Shengkun.
Policja podlegająca Ministerstwu Bezpieczeństwa Publicznego jest nie uzbrojona w przeciwieństwie do funkcjonariuszy Ludowej Policji Zbrojnej.
Jednostkami terenowymi ministerstwa są Biura Bezpieczeństwa Publicznego (chiń 公安局, Gōng’ān Jú). Wielokrotnie skarżono się, że Biura Bezpieczeństwa Publicznego, posiadają niedobory kadrowe i nie są w stanie poradzić sobie z rosnącą, według opinii publicznej, przestępczością. Innymi problemami z jakimi borykają się BBP w ostatnich latach są niskie wynagrodzenie, kiepskie szkolenie, niskie morale wśród oficerów oraz skargi na nadużycia władzy.

## Organizacja
Ministerstwo Bezpieczeństwa Publicznego zorganizowane jest w oparciu o departamenty, których funkcja przypisana jest określonym obszarom takim jak: wywiad, operacje policyjne, więziennictwo i bezpieczeństwo polityczne, ekonomiczne oraz komunikacji. Podległymi Ministerstwu są departamenty bezpieczeństwa publicznego na poziomie prowincji. Biura Bezpieczeństwa Publicznego i podbiura na poziomie okręgów (biura znajdują się w prefekturach i dużych miastach, podbiura w okręgach i dystryktach miejskich). Posterunki bezpieczeństwa publicznego na poziomie małych miast. O ile ciężar odpowiedzialności za bezpieczeństwo publiczne spoczywa na barkach administracji wszystkich szczebli, to policja, będąca niżej w strukturach rządowych, jest coraz bardziej wpływowa. 
Sposób zorganizowania lokalnych posterunków bezpieczeństwa publicznego jest implikowany przez zadania jakie policja wykonuje. Najogólniej mówiąc, każdy posterunek posiada działy zajmujące się kontrolą ludności, dochodzeniami przed procesowymi, opieką społeczną, kontrolą ruchu drogowego, i innymi czynnościami. Każde z nich dysponuje aresztem. 
W latach 80. posterunki bezpieczeństwa publicznego – znajdujące się w najbliższym kontakcie z obywatelem – były nadzorowane przez podbiura bezpieczeństwa publicznego, lokalne rady i prokuratorów. Prokurator mógł wziąć na siebie odpowiedzialność za dowolnie wybraną przez siebie sprawę i nadzorować dochodzenie w tych sprawach, w których tego typu dochodzenie posterunki bezpieczeństwa publicznego mogły prowadzić. Duża część działań koordynowanych jest przez organy bezpieczeństwa publicznego, prokuratorów oraz sądy po to, by nie przyniosły one zaskakującego rezultatu.

## Zadania
Posterunki bezpieczeństwa publicznego posiadają ogólnie większe kompetencje niż posterunki policji na Zachodzie, bo angażują się w każdy aspekt życia publicznego. W obszarach wiejskich posterunek posiada zazwyczaj naczelnika, wiceszefa, niewielki personel administracyjny i niewielkie siły policyjne. W obszarach miejskich w posterunku jest większa liczba personelu administracyjnego i od siedmiu do osiemnastu stójkowych. Do ich obowiązków należą dochodzenia, aresztowania, przesłuchania i tymczasowe zatrzymania. Wydział gospodarczy posterunku prowadził rejestr wszystkich osób żyjących w danym obszarze. Narodziny, zgony, małżeństwa i rozwody były odnotowywane i potwierdzane w drodze losowych kontroli. Posterunki kontrolowały również hotele jak i odwiedzających, którzy musieli zostać wpisani do rejestru, gdy ich pobyt nie trwał dłużej niż określoną liczbę dni. Wszystkie teatry, kina, sprzęt radiowy oraz maszyny drukarskie także poddawane były rejestracji w posterunku bezpieczeństwa publicznego, co pozwalało na efektywną kontrolę zebrań i cenzurę informacji. Kontrola dotyczyła również własności, transportu oraz użycie wszelkich materiałów wybuchowych, broni, amunicji i trucizn.
Kolejną istotną funkcją policji jest kontrola zmiany miejsca zamieszkania. Bez tego rodzaju kontroli dochodziłoby do sytuacji, w których wielu mieszkańców obszarów wiejskich przeniosłoby się do przeludnionych miast w poszukiwaniu lepszych standardów życia, pracy i edukacji. W kwietniu 1984 roku Rada Państwa wydała Wstępne Zarządzenie Regulujące Kwestię Identyfikacji Mieszkańców Chińskiej Republiki Ludowej. Zarządzenie wprowadzane latami wymagało by Ministerstwo Bezpieczeństwa Publicznego wydało karty identyfikacyjne wszystkim obywatelom powyżej szesnastego roku życia oprócz członków w czynnej służbie w Armii Ludowo-Wyzwoleńczej i w Ludowej Policji Zbrojnej oraz więźniów. Karty zawierały zdjęcie, nazwisko, płeć, narodowość, datę narodzin i adres posiadacza. Karty dla osób od szesnastego do dwudziestego piątego roku życia były ważne przez dziesięć lat. Te dla osób pomiędzy dwudziestym piątym a czterdziestym piątym rokiem życia traciły ważność po dwudziestu latach; a osoby mające więcej niż czterdzieści pięć lat otrzymywały karty dożywotnie. W 1987 roku kartę wydano zaledwie 70 milionom ludzi, nie zdołano więc zrealizować stawianego sobie narodowego celu. Co więcej również ci, którzy posiadali kartę woleli używać innych dokumentów tożsamości.

## Cenzura internetu
Ministerstwo Bezpieczeństwa Publicznego prowadzi również cenzurę sieci internetowych. Projekt ten nosi nazwę Projekt Złota Tarcza. Portalami internetowymi, które są objęte cenzurą to m.in.: Wikipedia czy You Tube.